# Ludwik Czachowski
Ludwik Czachowski [čachofski] (5. května 1944 Toruň – 10. července 1999 Bydhošť) byl polský hokejista, obránce.

## Hráčská kariéra

### Klubová kariéra
V polské lize hrál v letech 1962–1975 za Pomorzanin Toruň, nastoupil ve 437 ligových utkáních a dal 42 gólů.

### Reprezentační kariéra
Polsko reprezentoval na olympijských hrách v roce 1972 a sedmi turnajích mistrovství světa v letech 1967, 1969, 1970, 1971, 1972, 1973 a 1974. Za polskou reprezentaci nastoupil v letech 1967–1974 ve 118 utkáních a dal 2 góly. Byl dlouholetým kapitánem polské reprezentace.